# Euphorbia cylindrica
Euphorbia cylindrica ist eine Pflanzenart aus der Gattung Wolfsmilch (Euphorbia) in der Familie der Wolfsmilchgewächse (Euphorbiaceae).

## Beschreibung
Die sukkulente Euphorbia cylindrica bildet starke krautige Pflanzen mit einem Haupttrieb bis in 40 Zentimeter Höhe aus. Der nur wenig verzweigte Spross erreicht 5 Zentimeter im Durchmesser und ist auf der Oberfläche mit hervorstehenden und konisch geformten Warzen gemustert. Diese werden bis 5 Millimeter groß und stehen in neun bis zehn spiralig angeordneten Reihen. Die länglichen Blätter stehen in Büscheln an den Triebspitzen. Sie werden bis 60 Millimeter lang und bis 9 Millimeter breit. Der Blattstiel wird bis 1 Zentimeter lang und die Blattränder sind gewellt.
Es werden einzelne Cyathien mit einem Blütenstandstiel von 1 Zentimeter Länge ausgebildet. Die drei bis vier Brakteen sind länglich und mit sehr kleinen Flaumhaaren besetzt. Die Cyathien werden bis 5 Millimeter groß und die länglichen Nektardrüsen besitzen einen fein gekerbten Rand. Die nahezu kugelförmige Frucht erreicht 7 Millimeter im Durchmesser und ist behaart. Sie steht an einem 5 Millimeter langen Stiel. Der eiförmige Samen hat ein fast glatte Oberfläche.

## Verbreitung und Systematik
Euphorbia cylindrica ist in Südafrika in der Provinz Nordkap verbreitet.
Die Erstbeschreibung der Art erfolgte 1941 durch Alain Campbell White, Robert Allen Dyer und Boyd Lincoln Sloane.